# Dysphania contraria
Dysphania contraria là một loài bướm đêm trong họ Geometridae.